# Lycaeides lycidas
Lycaeides lycidas är en fjärilsart som beskrevs av Johann Wilhelm Meigen 1830. Lycaeides lycidas ingår i släktet Lycaeides och familjen juvelvingar. Inga underarter finns listade i Catalogue of Life.